# María del Carmen Verdú
María del Carmen Verdú (Bahía Blanca, 4 de septiembre de 1958), es una abogada y referente política en el ámbito de los derechos humanos y la lucha contra la represión policial de Argentina. Es una figura central y fundadora de la organización CORREPI, una organización política que, desde 1992, se ha dedicado a movilizar, denunciar y litigar contra la violencia de Estado en Argentina.
Su trayectoria se caracteriza por una profunda militancia en derechos humanos, forjada en el contexto de la última dictadura cívico-militar argentina y consolidada a través de décadas de defensa de las víctimas de la represión en democracia. Su labor jurídica se ha caracterizado por una articulación constante con el activismo político y social.

## Biografía
Verdú nació el 4 de septiembre de 1958 en Bahía Blanca, Buenos Aires y completó sus estudios secundarios en el colegio Saint Charles de Buenos Aires.
Su formación académica comenzó en marzo de 1976, cuando ingresó a la Facultad de Derecho de la Universidad de Buenos Aires (UBA). Este período coincidió con el inicio de la última dictadura cívico-militar argentina, un contexto que, según sus propias palabras, marcó profundamente su forma de hacer política. Tras rendir su examen de ingreso el 8 de marzo de 1976, la facultad permaneció cerrada por tres meses debido a la represión, caracterizada por asesinatos, secuestros y la elaboración de listas de personas. Esta experiencia inicial, aunque elemental, la introdujo en el mundo de la militancia.
Antes de finalizar sus estudios de abogacía, desde 1977, Verdú trabajó como maestra de inglés y francés.
Se graduó como abogada en 1983, coincidiendo con el retorno a la democracia en Argentina. En 1984 inició el ejercicio independiente de abogacía y se especializó en derecho penal y civil (daños y perjuicios).

## Trayectoria militante y política
Tras graduarse a fines de 1983, Verdú y un pequeño grupo, compuesto mayoritariamente por compañeros de facultad pero también por personas de otros ámbitos, comenzaron a organizarse bajo el nombre de «Asociación Amuayu por los derechos humanos». En sus primeros años, acompañaron las audiencias de los juicios a la Junta Militar, las movilizaciones del movimiento de Derechos Humanos y las Rondas de las Madres, operando sin vínculos formales con ninguna estructura existente.

### CORREPI

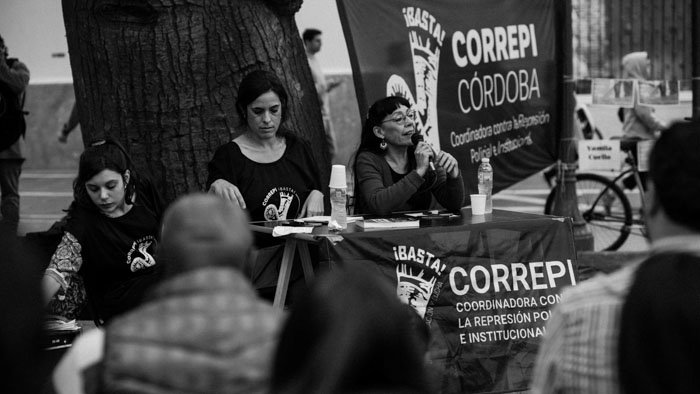
María del Carmen Verdú junto a activistas de CORREPI en 2017

A principios de los años 1990, Verdú fue una de las fundadoras de la Coordinadora contra la Represión Policial e Institucional (CORREPI). Esta organización antirrepresiva —autogestiva, de orientación anticapitalista y antiimperialista— se constituyó en mayo de 1992 con el objetivo de visibilizar y combatir la violencia estatal en democracia. Como integrante de CORREPI, Verdú ha coordinado la recolección de estadísticas sobre muertes por gatillo fácil y otras formas de represión estatal, y ha denunciado públicamente estos hechos a través de conferencias, informes y medios de comunicación.
Verdú ha participado en numerosos congresos y seminarios internacionales sobre derechos humanos, y es invitada frecuente en charlas y mesas de debate en colegios, universidades y medios de comunicación para analizar las políticas de seguridad y represión en Argentina.

### Actividad política
En el ámbito político de la izquierda, forma parte del partido Poder Popular y fue candidata legislativa en las elecciones de 2017 a diputada nacional en la Ciudad Autónoma de Buenos Aires.
En 2018 participó de la Campaña Nacional por el Derecho al Aborto Legal, Seguro y Gratuito; con más de 400 abogadas presentaron una Carta Abierta solicitando a diputados y diputadas para que apoyen la propuesta del proyecto de ley de la Campaña.
En 2019, fue nuevamente candidata a diputada del partido Poder Popular en la lista del Frente de Izquierda y los Trabajadores.

## Causas judiciales

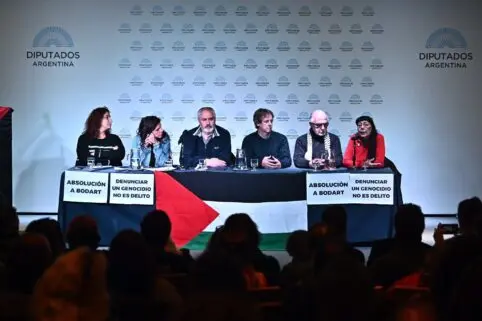
Mesa de audiencia por Alejandro Bodart. De izquierda a derecha: Vanina Biasi, Celeste Fierro, Alejandro Bodart, Christian Castillo, Ismael Jalil y María del Carmen Verdú el 23 de junio de 2015 en la Cámara de Diputados.

Verdú ha intervenido en diversas causas contra actos represivos y en defensa de los derechos humanos, sea como como querellante o denunciante pública, entre ellos:
- Masacre de Budge[9]
- Asesinato de Walter Bulacio[10]
- Asesinato de Mariano Ferreyra[11]
- Familiares de víctimas de la tragedia de Cromañón[12]
- Causa por el ataque a la redacción del periódico Tiempo Argentino.[13]
- Juicio a la Policía metropolitana por la agresión a periodistas de la Red Nacional de Medios Alternativos (RNMA)[14]
- Denuncia de la DAIA contra Alejandro Bodart[15]

## Distinciones
- Abogada por los Derechos Humanos (2013), por el Colegio de Abogados de San Isidro (CASI).[16]

- Mujer militante (2014), por el IMPA.[17]

## Obras
- Represión en Democracia, de la “primavera alfonsinista” al “gobierno de los DDHH” (2009). ISBN 978-987-1505-07-4 [18]